# 帕拉林區
帕拉林區（西班牙語：Distrito de Pararín），是秘魯的一個區，位於該國北部安卡什大區的雷奈伊省，始建於1857年7月25日，面積254.85平方公里，海拔高度3,383米，2005年人口912，人口密度為每平方公里3.6人。